# .no
.no је највиши Интернет домен државних кодова (ccTLD) за Норвешку.